# 식물생장기

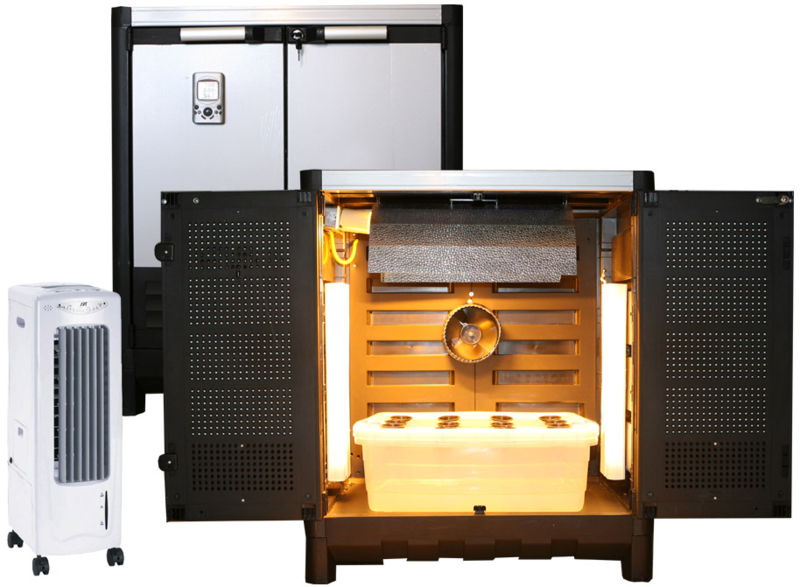
식물은 식물생장기 속에서 연중 자라날 수 있다.

식물생장기는 크기에 상관 없이 부분적으로, 또는 완전히 밀봉된 내부 체계를 만들어내어 통제된 환경 아래 식물을 키우는 기구를 말한다. 크기와 형태에 따라 생장상자(grow box, grow cabinet), 생장텐트(grow tent), 생장방(grow room) 등으로 불린다. 식물생장기를 이용하는 이유는 다양하다. 생장상자는 식물을 기르기 위한 외부 공간이 모자라거나, 추운 계절에 채소, 허브, 꽃을 기르기 위해서, 해충이 창궐하거나 질병의 발병을 막기 위해서 등의 다양한 이유로 사용된다. 어떤 사람들은 불법적인 품종을 기르는 범죄에 대한 단속을 피하기 위한 방편으로, 다른 사람들은 단순히 실내 재배를 제외하면 선택지가 없기 때문에 생장방을 이용한다. 식물은 생장등, 햇빛, 혹은 둘 다를 통해 빛을 쬐인다. 생장방에 설치한 고전력 등에서 뿜어져나오는 열기 때문에 식물이 자라기에 적합하지 않을 정도로 뜨거워질 수 있어서, 이를 막기 위해 환기팬을 설치한다.
재배 방식으로는 토양재배, 수경재배 방식을 이용할 수 있다. 제일 세련된 종류는 완전히 밀봉되며, 생장등을 내장하고, 환기를 위해 흡기/배기 팬 체계를 설치하고, 수경재배 체계를 이용해 영양분이 풍부한 용액을 공급하고, 악취 조절 필터를 설치한 것이다. 어떤 고급 생장상자는 온도를 유지하기 위해 에어컨을 설치하거나, 식물의 성장을 촉진하기 위해 이산화탄소를 투입하기도 한다. 이러한 발전된 요소를 통해 특정 식물에게 있어 최적의 온도, 빛 스펙트럼, 영양 수준 등의 조건을 맞춰줄 수 있다.
생장등의 종류에는 크게 상대적으로 광량이 제한되는 형광등, 소듐 증기등과 금속 할로겐화물 등과 같은 고강도 방전등, 에너지 효율이 뛰어난 발광다이오드 등이 있다.

## 주요 기본 요소
식물생장기는 식물의 생장과 수확을 향상시키기 위한 다양한 기능을 가지고 있다. 상자 안의 내부 체계는 식물이 자라기에 최적의 조건으로 조절된다. 아래의 표는 대부분의 상업적인 생장상자에서 볼 수 있는 다양한 기능의 목록이다.
| 장비 명칭      | 활용 / 이점                                                                                     | 유형                                                                                                  |
| -------------- | ----------------------------------------------------------------------------------------------- | --- |
| 탄소 여과기    | - 능동적으로 공기를 여과/정화하고 악취가 바깥으로 퍼지는 것을 방지                              | - 높이와 지름이 다양한 원통형 여과기                                                                  |
| 조광 체계      | - 햇빛을 모사하여 필요한 만큼의 빛을 조광                                                       | - CFL (소형형광등) - HID (고강도방전등) - LED (발광다이오드)                                          |
| 수경재배체계   | - 영양용액 속에서 식물을 생장시켜 토양재배에 비해 더 많은 영양분을 공급하며 생장, 수확량을 향상 | 담액수경재배 Deep water culture, 공중재배, 점적관개, EB & flow systems, floater systems, wick systems |
| 환기           | - 습도를 조절하고 온화한 환경을 만들기 위해 공기를 순환                                         | 구성: Induct fan, rotating fan, light hood 냉각팬                                                     |
| 이산화탄소체계 | - 광합성의 효율을 향상시키기 위해 CO2 의 농도를 조절                                            | 구성: CO2를 천천히, 완전히 배출하는 캔. CO2를 일정한 비율로 천천히 배출하는 탱크 체계.                |
| 물 여과 체계   | - 영양분 용액에서 식물에게 해롭거나 수경재배체계를 손상시킬 수 있는 이물질을 여과               | - 인라인 필터에서부터 영양용액 내부에 설치된 여과체계까지의 다양한 종류                               |

## 생장방법
식물생장기 안의 식물은 토양에서 키우거나 수경재배, 공중재배 등의 토양이 없는 방식을 사용한다. 토양이 없는 방식은 비용 대비 효율적일 뿐만 아니라, 높은 생산량과 과일의 빠른 성숙을 기대할 수 있다.
자연 토양이 포함되지 않은 인공 토양은 대개 함유한 영양분이 전무하기 때문에 영양분 함유량을 완벽하게 조정할 수 있다. 자연 토양을 사용하지 않고 실내 정원에 사용할 인공 토양을 만들기 위해 질석, 진주암, 코코넛껍질, 광물면을 흔히 사용한다.

## 조광
실내 재배용 인공 조명에 제일 흔하게 사용되는 세 종류는 고강도 방전등 (생장등으로 제일 일반적으로 사용됨: 개화용으로 나트륨증기등, 생장용으로 금속할로겐화물등), 소형형광등, 전통적인 형태의 형광등이다. 풀 스펙트럼 실내 LED 생장등은 열의 형태로 낭비하는 에너지가 없고 발광 효율이 높기 때문에 점점 널리 사용되고 있다.

### 빛의 효능
빛은 식물에게 생명과도 같은 것이다. 식물을 재배할 때 공급하는 다른 모든 것들은 단지 식물이 빛을 흡수하고 사용하는 것을 도울 따름이다. 식물이 커질수록 더 많은 양의 빛을 필요로 한다. 빛을 대체할 수 있는 것은 없다. 식물이 충분한 빛을 받지 못하면 식물의 줄기가 웃자라고/또는 성장이 느려지다가 멈추게 된다.
실내정원에서 제일 중요한 요소 중 하나는 식물 표면에 충분한 양의 빛이 내리쬐는가이며, 이는 럭스 (평방미터당 내리쬐는 빛의 양)로 측정할 수 있다. 발광효율이 더 높은 조명은 더 적은 에너지, 더 적은 발열로 면적당 더 많은 빛을 비출 수 있다.
LED 생장등은 굉장히 적은 양의 에너지를 사용하며 대개 단일한 파장의 빛을 내뿜도록 설계되어서 식물이 광합성 과정에서 큰 효율을 낼 수 있는 파장만을 이용할 수 있다. 이러한 설계는 적은 에너지로 광합성 효율을 최대로 끌어올리며, 적절한 파장대의 일부만을 제공하는 형광등이나 마찬가지로 최적의 파장대의 일부만을 제공하는데다가 열기의 형태로 엄청난 양의 에너지를 낭비하는 백열등, 가스방전등에 비해 확실한 장점이 있다.
발광다이오드 (LED) 등은 발광효율이 상대적으로 낮은 고강도 방전등 (HID) 을 대체해왔지만, 아직 널리 사용되지는 않는다. LED는 루멘 당 수명 비용, 긴 수명, banked or multi-LED fixtures 방면에 대한 계속되는 발전을
소형 형광등은 LED 나 HID 등보다 효율성이 낮지만, 열을 적게 발산하며 간단하게 고정하여 간편하게 사용할 수 있기 때문에 계속해서 사용되고 있다. 종래의 형광등은 일반적으로 대개의 실내 재배 형태에 주요 조광 수단으로 사용하기에 알맞을 정도로 충분한 집중광을 만들어내지 않는다. 형광등과 소형 형광등은 어린 식물, 즉 묘목에게 적합한 광원이며, HID 등을 보조하기도 한다.

## 환기
생장방의 내부는 통제된 환경이기 때문에 실외에 비해 많은 장점이 있다. 하지만 적절한 환기가 없이는 식물들이 산소, 이산화탄소 등의 자원을 만들어내는 것보다 더 많이 소비할 수 있다. 적절한 환기는 식물의 생장을 최적화하기 위해 반드시 해주어야 한다. 환기는 식물 생장에 최적화된 온도를 유지하는 측면에서도 중요한 방식이다. 세련된 생장방은 내부 온도를 적정 수준으로 맞추기 위한 냉방, 식물 성장을 촉진시키기 위한 이산화탄소 공급 같은 방식도 사용한다.

## 불법적인 사용
마리화나 재배는 대부분의 국가에서 불법이기 때문에, 이를 숨기기 위해 실내에서 재배하는 사람도 존재한다.
법집행기관 당국은 마약을 재배하는 생장방을 찾아내기 위해 전력 공급 회사의 기록을 뒤져 전기를 비정상적으로 많이 사용하는 징후를 찾아내고 비행기나 차량을 타고 다니면서 열화상 카메라/FLIR/적외선카메라를 사용해 건물에서 비정상적인 수준의 열기가 새어나오는지 측정한다고 알려져 있다.
재배자들은 생장방의 벽과 건물의 벽 사이에 간격을 두고, 환기구를 굴뚝으로 연결하여 열화상 카메라에 대응한다.

## 참고문서
- 안개재배
- 수냉각기 Water chiller
- 공중재배 aeroponic
- Growbag
- 생장방
- 초음파 수경분무기 Ultrasonic Hydroponic Fogger
- 수경급수기 Hydroponic dosers
- 수경재배
- 화분농업 pot farming

## 같이 보기
- 분무경
- 수경 재배